# 克里斯托弗·西姆斯
克里斯托弗·阿尔伯特·西姆斯（英語：Christopher Albert "Chris" Sims，1942年10月21日—），是一位美国计量经济学家和宏观经济学家。他现在是普林斯顿大学Harold B. Helms经济和金融学教授。2011年，西姆斯與托瑪斯·薩金特同獲諾貝爾經濟學獎，以表揚「他們對總體經濟學成因與效果所投入的實證研究」。

## 生平
他1942年10月21日生于美國华盛顿特区。1963年在哈佛大学获得数学学士，后去伯克利加州大学读了一年的研究生，然后又回到哈佛大学继续学习，获得经济学博士学位。1968年到1970年，在哈佛大学担任经济学助理教授。1970年，他任明尼苏达大学经济学副教授，1974年至1990年任教授。1990年以来，一直在普林斯顿大学任经济学教授。
1988年成为美国文理科学院院士，1989年成为美国科学院院士。

## 卓越成就
西姆斯在下列領域發表了許多重要的論文：計量經濟學、宏觀經濟學與政策。他最重要的貢獻是推廣向量自迴歸模型来做宏觀經濟的實證研究，例如：分析宏觀经济如何受到经济政策的临时性改变和其他因素的影响，央行加息对经济的影响等诸多重要问题。西姆斯也是在經濟學上推廣用貝斯統計推論來評估經濟政策成效的主要人物之一。